# Valeria (vrouw van Sulla)
Valeria was de vijfde echtgenote van de Romeinse dictator Lucius Cornelius Sulla Felix. Ze was de dochter van een zekere Valerius Messalla en zus van Marcus Valerius Messalla Rufus, die in 53 v.Chr. consul was.
Volgens Plutarchus was ze een opvallend mooie vrouw, die zich van haar eerste man had laten scheiden. Plutarchus vermeldt echter niet de naam van deze echtgenoot noch de redenen voor de scheiding.
Valeria en Sulla leerden elkaar tijdens gladiatorenspelen in Rome kennen en trouwden kort daarop. Toen Sulla in 78 v.Chr. stierf, was ze zwanger en schonk later het leven aan een dochter, die Cornelia Postuma werd genoemd.